# Свети Никола (Сопотница)
Вижте пояснителната страница за други значения на Свети Никола.
„Свети Никола“ или „Свети Николай“ (на македонска литературна норма: „Свети Никола“, „Свети Николај“) е възрожденска православна църква в демирхисарското село Сопотница, Северна Македония. Църквата е под управлението на Крушевско-Демирхисарската епархия на Македонската православна църква.
Църквата е гробищен храм, разположен в северния край на селото. Изградена е в 1874 година. В архитектурно отношение е еднокорабна сграда, покрита с полукръгъл свод, с петостранна апсида на изток и трем на запад. Зидарията е от ломен камък, като венецът и отворите са от дялан бигор. Подът е от керамични плочки. Покривът е на две води с керемиди, заменили оригиналните каменни плочи, а този над апсидата е с каменни плочи. Над апсидата има отвор с формата на четирилистна детелина. Такъв прозорец има и на западната стена. Камбанарията е висока с камбана, отлята в Солун.
Според ктиторския надпис живописта е дело на крушевската тайфа на Коста Анастасов, който изписва църквата заедно с братята си Вангел и Никола в лятото на 1879 година.